# Gagea ignota
Gagea ignota är en liljeväxtart som beskrevs av Igor Germanovich Levichev. Gagea ignota ingår i Vårlökssläktet och i familjen liljeväxter. Inga underarter finns listade.